# Bonobo
Der Bonobo [boˈnoːbo] oder Zwergschimpanse (Pan paniscus) ist eine Primatenart aus der Familie der Menschenaffen (Hominidae). Gemeinsam mit seiner Schwesterart, dem Gemeinen Schimpansen, bildet er die Gattung der Schimpansen (Pan). Beide Spezies sind die biologisch engsten Verwandten des Menschen. Der Bonobo unterscheidet sich äußerlich vom Gemeinen Schimpansen durch deutlich längere Beine, rosa Lippen und ein dunkleres Gesicht. Daneben gibt es zahlreiche weitere Unterschiede, sowohl physisch als auch im Verhalten.

## Körperbau

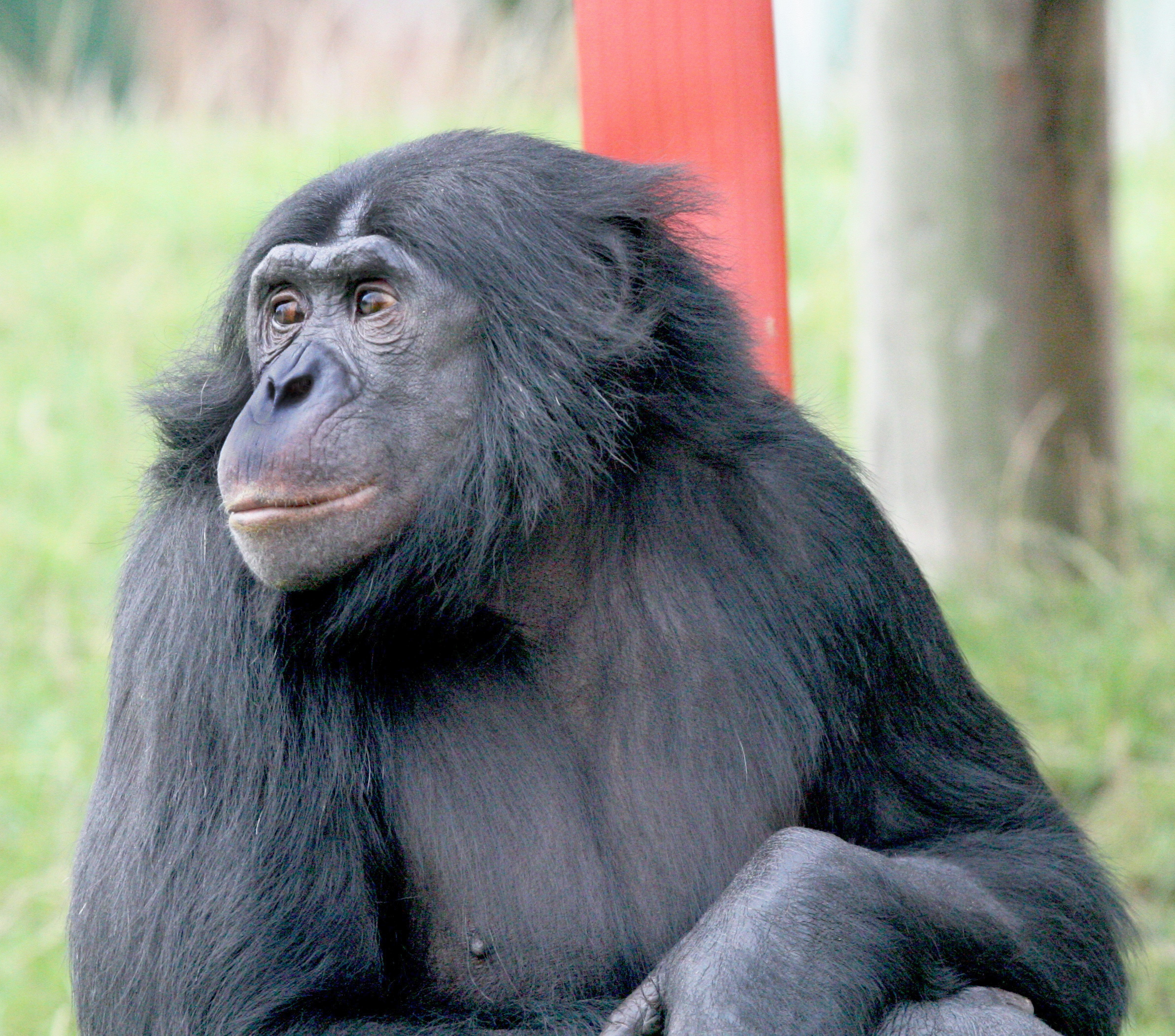
Kopf eines Bonobos: Typisch sind der gescheitelte Haarschopf und die hellen Lippen.

Erwachsene weibliche Bonobos sind mit einer durchschnittlichen Kopfrumpflänge von 70 bis 76 Zentimetern etwas kleiner als erwachsene Männchen mit einer Kopfrumpflänge von 70 bis 83 Zentimetern. Wie alle Menschenaffen (Hominiden) sind Bonobos schwanzlos. Hinsichtlich des Gewichts herrscht ein deutlicher Sexualdimorphismus: während Männchen ein Gewicht von 37 bis 61 Kilogramm erreichen, werden Weibchen nur rund 27 bis 38 Kilogramm schwer. Das Fell ist dunkelbraun oder schwarz.
Die Gliedmaßen sind länger und schlanker als die des Gemeinen Schimpansen. Wie bei allen Hominiden – mit Ausnahme des Menschen – sind die Arme deutlich länger als die Beine. Der Daumen ist länger und dünner als bei seinem Verwandten, bei den Füßen ist die erste Zehe wie bei fast allen Primaten opponierbar.
Das Gesicht ist unbehaart und dunkler gefärbt als das des Gemeinen Schimpansen, insgesamt ist der Schädel rundlicher und zierlicher gebaut. Viele Tiere weisen einen in der Mitte gescheitelten Haarschopf auf. Die Ohren sind rundlich und ragen aus dem Fell; wie bei allen afrikanischen Menschenaffen sind deutliche Überaugenwülste vorhanden. Die Schnauze steht hervor, der Mund ist durch eine helle Mundpartie charakterisiert. Beim Bonobo gibt es – anders als beim Gemeinen Schimpansen – fast keinen Geschlechtsdimorphismus der Eckzähne, das heißt, sie sind bei Männchen und Weibchen annähernd gleich groß.

## Verbreitung und Lebensraum

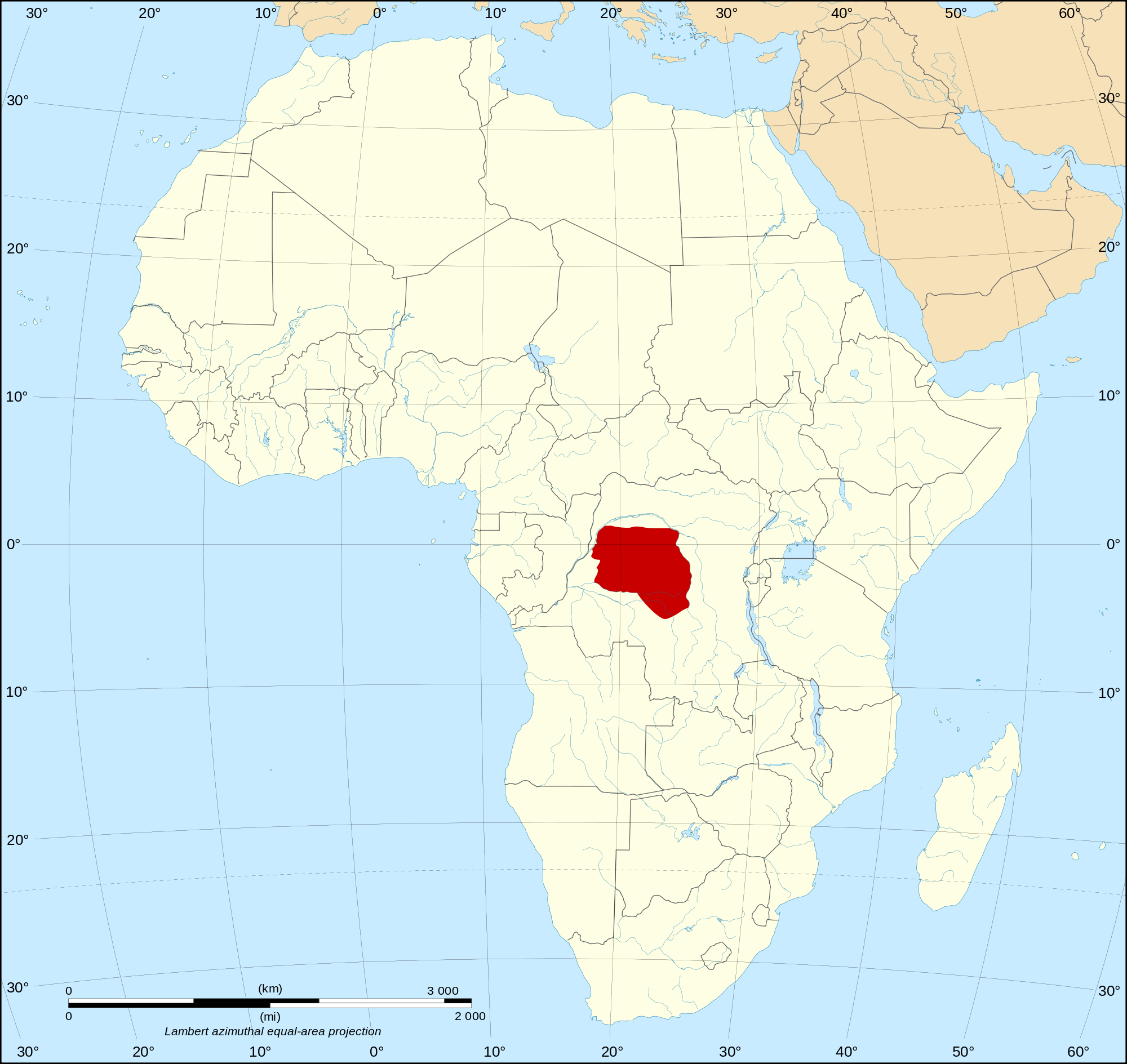
Verbreitungsgebiet des Bonobos

Bonobos sind in der Demokratischen Republik Kongo endemisch, wo sie nur in den mittleren und südlichen Landesteilen vorkommen. Der Flussbogen des Kongo stellt die nördliche Verbreitungsgrenze dar. Dieser kaum überquerbare Fluss bildet auch die Grenze zur Heimat der Gemeinen Schimpansen. Im Süden sind Bonobos heute bis zu den Flüssen Kasai und Sankuru beheimatet. Früher reichte ihr Verbreitungsgebiet jedoch weiter nach Süden, vermutlich bis in den Norden Angolas.
Im Gegensatz zu den Gemeinen Schimpansen ist das Habitat der Bonobos auf tropische Regenwälder beschränkt.

## Lebensweise

### Fortbewegung und Aktivitätszeiten
Bonobos können sich bei der Nahrungssuche sowohl am Boden als auch auf Bäumen aufhalten, sie sind jedoch vorrangig Baumbewohner. Am Boden bewegen sie sich wie alle afrikanischen Hominiden (eine Ausnahme darunter bildet der Mensch) meist im vierfüßigen Knöchelgang fort, das heißt, sie stützen sich mit den vordersten zwei Fingergliedern ab. Auf den Bäumen zeigen sie eine größere Bewegungsvielfalt: Sie klettern mit allen vier Gliedmaßen, gehen aber auch zweibeinig (Bipedie) auf breiten Ästen und bewegen sich an den Armen hängend (suspensorisch) fort.

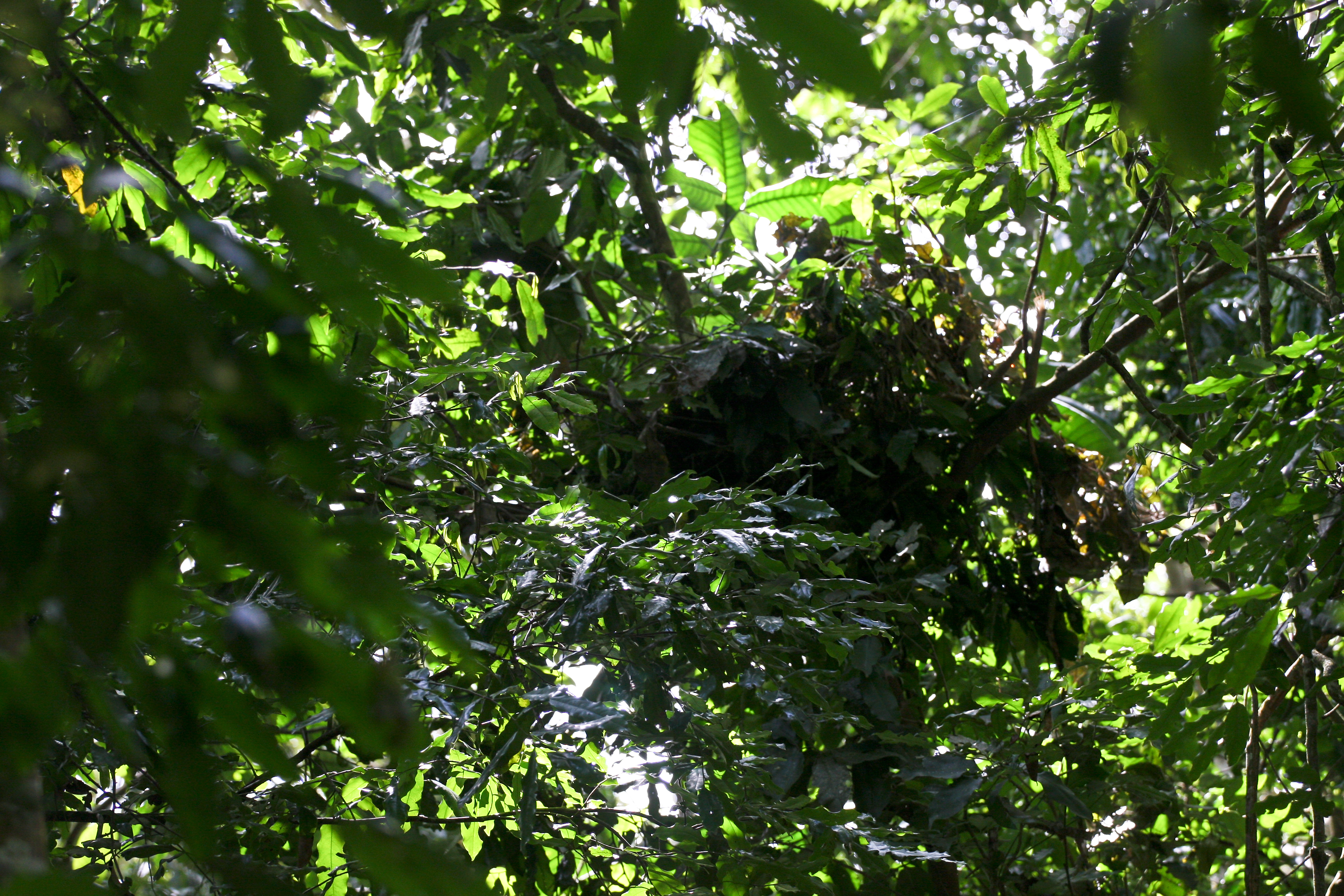
Schimpansennest

Wie alle Menschenaffen sind sie tagaktiv. Höhepunkte ihrer Aktivitäten liegen am Vormittag und am Nachmittag, in der Mittagshitze rasten sie. Zur Nachtruhe fertigen sie ein Schlafnest aus Blättern an. Dieses liegt zumeist hoch oben in den Bäumen und wird in der Regel nur einmal verwendet.

### Sozialverhalten

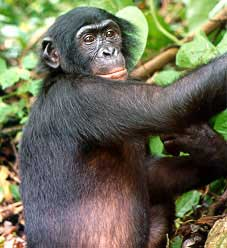
Junger Bonobo

Die Sozialstruktur der Bonobos wird als Fission-Fusion-Organisation („Trennen und Zusammenkommen“) beschrieben. Das bedeutet, sie leben in Großgruppen von 40 bis 120 Individuen, die sich oft in Untergruppen von meist 6 bis 23 Individuen aufteilen, um manchmal wieder zusammenzukommen. Im Gegensatz zu den Gemeinen Schimpansen, die eine ähnliche Sozialstruktur aufweisen, sind die Untergruppen der Bonobos größer, öfter gemischt-geschlechtlich und stabiler. Auch findet man nur selten einzelne Individuen und wenn, dann nur Männchen.
Sowohl die Weibchen als auch die Männchen in einer Gruppe etablieren ihre Rangordnung. Dabei kommt es auch zu aggressiven Interaktionen, die zwar nicht seltener, aber von deutlich geringerer Intensität als bei Gemeinen Schimpansen sind. Bei der Aggressionskontrolle kommt sexuellen Interaktionen eine wichtige Rolle zu (siehe unten). Innerhalb der Großgruppe bilden die Weibchen den Kern und übernehmen auch die Führungsrolle. Die weniger starken Weibchen laufen den Männchen den Rang ab, indem sie sich zusammenschließen. In den meisten von Forschern in freier Wildbahn beobachteten Koalitionen (85 %) greifen Weibchen Männchen kollektiv an und formen so die Dominanzhierarchie ihrer Gruppe. Eine Dominanz der Männchen über die Weibchen ist kaum zu sehen, es gibt sogar Berichte über ein ausgesprochen aggressives Verhalten der Weibchen gegenüber den Männchen. Generell sind die Beziehungen zwischen den Weibchen einer Gruppe viel enger als die zwischen den Männchen. Bei den Weibchen ist die gegenseitige Fellpflege (Komfortverhalten) sehr häufig, auch teilen sie öfter die Nahrung miteinander.
Bei in Gefangenschaft lebenden Bonobos wurde auch eine Unterstützung bei der Geburt durch andere Bonobo-Weibchen beobachtet: Obwohl Bonobo-Weibchen durchaus in der Lage sind, alleine zu gebären, sammelten sich mehrere Weibchen um die Gebärende, schirmten sie vor männlichen Artgenossen ab und verscheuchten Fliegen von ihrem Körper. Einige zeigten Verhaltensweisen, die einer Geburtshilfe zu ähneln schienen.
Die Männchen hingegen haben wenig Zusammenhalt untereinander, sie pflegen sich seltener gegenseitig das Fell und bilden im Gegensatz zu den Gemeinen Schimpansen keine Allianzen, um ihre Rangstufe in der Gruppenhierarchie zu verbessern. Überhaupt halten die Männchen zeitlebens einen engen Kontakt mit ihrer Mutter aufrecht – sie bleiben im Gegensatz zu den Weibchen dauerhaft in ihrer Geburtsgruppe. Die Stellung der Männchen in der Gruppenhierarchie dürfte auch vom Rang ihrer Mutter abhängen.

#### Sexuelle Interaktion
Die Interaktionen zwischen den einzelnen Gruppenmitgliedern sind friedlicher als bei anderen Primaten und beinhalten häufig Sexualverhalten. Dies dürfte der Reduktion von Spannungen dienen und wird unabhängig von Alter, Geschlecht oder Rangstufe ausgeübt.  Auch das Gewähren sexueller Kontakte im Gegenzug zur Nahrungsabgabe ist verbreitet. Bonobos praktizieren eine Vielfalt von Sexualkontakten, die Tiere kopulieren täglich mit verschiedenen Partnern. Dieser Geschlechtsverkehr erfolgt in unterschiedlichsten Stellungen, anders als beim Gemeinen Schimpansen in einem Drittel der Fälle mit zugewandten Gesichtern. Andere Formen beinhalten gelegentlichen Oralverkehr, das Streicheln der Genitalien und Zungenküsse. Weibchen praktizieren häufig das gegenseitige Aneinanderreiben der Genitalregionen (Genito-Genital-Rubbing, kurz GG-Rubbing). Dieses Verhalten dürfte der Versöhnung und der Regulierung von Spannungen dienen und auch die hierarchische Rangstufe anzeigen, da es häufiger von rangniederen Weibchen begonnen wird. Auch die Männchen praktizieren manchmal Pseudokopulationen, sie führen – gegenüber an Baumästen hängend – „Fechtkämpfe“ mit ihren Penissen durch oder reiben ihren Hodensack am Gesäß eines anderen Tieres.

„Aus Furcht, dass dies den Eindruck einer krankhaft sexbesessenen Spezies erweckt, muss ich hinzufügen, basierend auf hunderten Stunden der Beobachtung von Bonobos, dass ihre sexuelle Tätigkeit eher beiläufig und entspannt ist. Sie scheint ein vollständig natürlicher Teil ihres Gruppenlebens zu sein. Wie Menschen üben Bonobos die Sexualität nur gelegentlich, nicht ununterbrochen aus. Außerdem ist der sexuelle Kontakt bei einer durchschnittlichen Kopulationsdauer von 13 Sekunden eine nach menschlichen Standards ziemlich schnelle Angelegenheit.“

#### Territorialverhalten
Die Reviergröße einer Großgruppe umfasst 22 bis 68 Quadratkilometer, was einem groben Durchschnitt von zwei Tieren pro Quadratkilometer entspricht. Die Länge der täglichen Streifzüge beträgt rund 1,2 bis 2,4 Kilometer. Die Territorien verschiedener Gruppen können sich überlappen, trotzdem gehen sie einander meistens aus dem Weg. Kommt es dennoch zu einer Begegnung, machen sie die andere Gruppe durch lautes Gebrüll oder Imponiergehabe auf ihr Revier aufmerksam. Mitunter kann es auch zu Kämpfen kommen. Die bei Gemeinen Schimpansen vorkommenden brutalen, an Kriegstaktik erinnernden Übergriffe sind jedoch bisher nicht nachgewiesen. Frans de Waal weist allerdings darauf hin, dass bei Bonobos in freier Wildbahn Verletzungen wie das Fehlen von Händen oder Füßen gesehen wurden.

#### Kommunikation
Verglichen mit Gemeinen Schimpansen überwiegen in der Kommunikation die lautlichen Äußerungen gegenüber der Verwendung von Körperhaltungen und Gesichtsausdrücken, was vermutlich durch ihr Leben im dichten und oft dunklen Wald bedingt ist. Ein hoher, schriller Schrei dient der Kontaktaufnahme, ein an Hundegebell erinnernder Laut stellt eine Warnung dar. Andere Laute können Aufregung, Zufriedenheit und anderes mehr ausdrücken. Ein hechelndes Ein- und Ausatmen stellt ein Äquivalent zum menschlichen Lachen dar.

#### Fortpflanzung

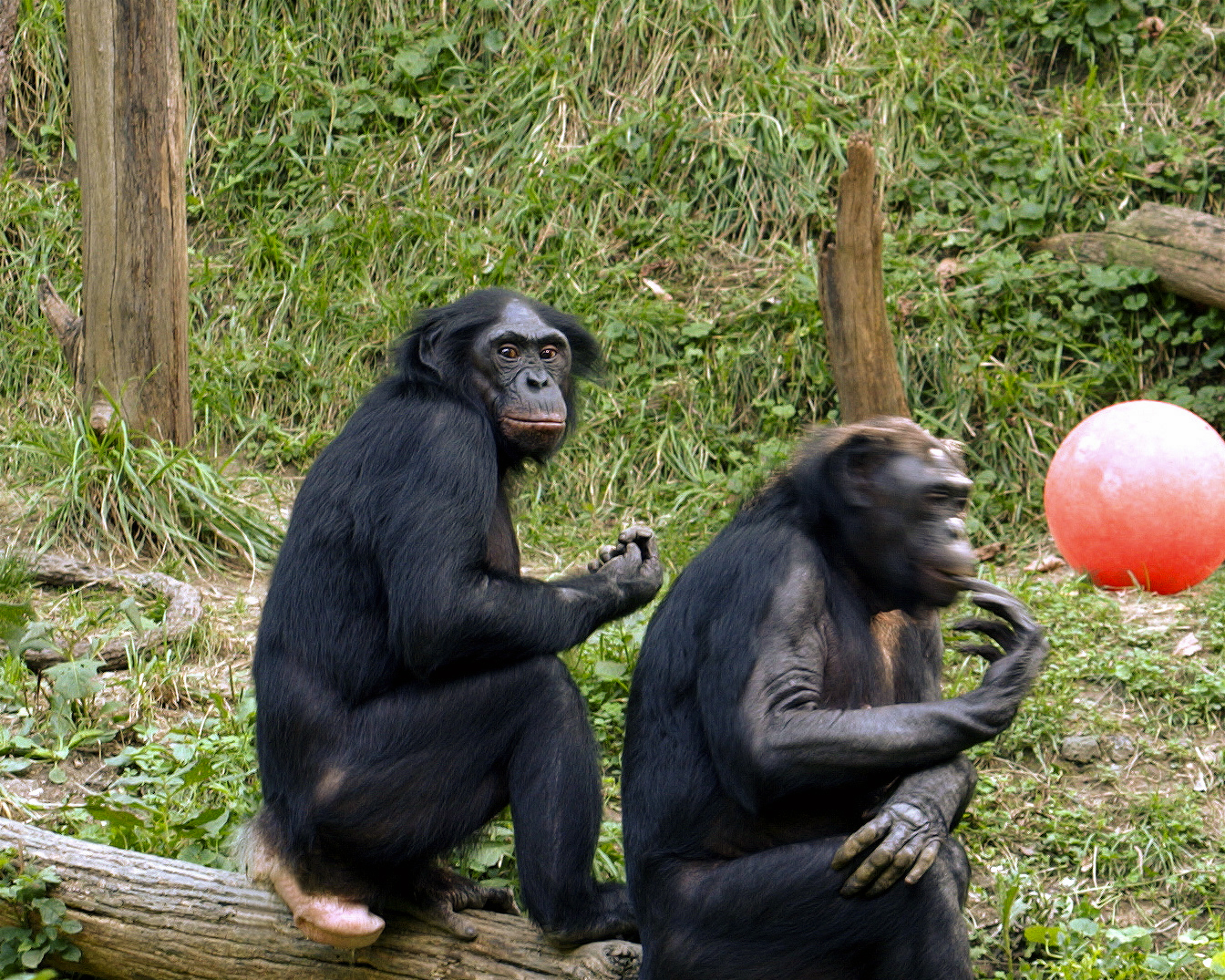
Beim linken Bonobo, einem Weibchen, ist die Regelschwellung deutlich zu sehen.

Die Länge des Sexualzyklus beträgt rund 46 Tage, der Östrus dauert bis zu 20 Tage und ist durch eine Regelschwellung beim Weibchen gekennzeichnet.
Zahlenwerte zur Fortpflanzung sind bislang nur von Tieren in Gefangenschaft bekannt; aus Beobachtungen beim Gemeinen Schimpansen weiß man, dass diese Werte von denen freilebender Tiere deutlich abweichen können und daher unsicher sind. Die Trächtigkeitsdauer beträgt rund 220 bis 250 Tage, danach kommt in der Regel ein einzelnes Jungtier zur Welt. Das Gewicht der Neugeborenen beträgt 1 bis 2 Kilogramm. In den ersten Lebensmonaten klammert sich das Jungtier am Fell der Mutter fest, später reitet es auf ihrem Rücken. Die Entwöhnung erfolgt erst nach rund 4 Jahren. Rund fünf Jahre nach der Geburt kann das Weibchen erneut gebären.
Die Geschlechtsreife tritt mit rund 9 Jahren ein; die erste Fortpflanzung erfolgt jedoch erst einige Jahre später, mit rund 13 bis 15 Jahren.
Da die Freilandstudien an Bonobos erst in den 1970er Jahren begannen, ist die Lebenserwartung in freier Wildbahn unbekannt. Tiere in menschlicher Gefangenschaft können ein Alter von rund 50 Jahren erreichen.

### Nahrung
Bonobos sind Allesfresser, die sich aber überwiegend pflanzlich ernähren. Früchte machen den Hauptbestandteil der Nahrung aus, Blätter und Kräuter der Bodenvegetation ergänzen insbesondere in fruchtarmen Zeiten den Speiseplan. Daneben nehmen sie auch Insekten und andere Wirbellose zu sich. Entgegen früheren Annahmen jagen auch Bonobos gelegentlich kleine bis mittelgroße Wirbeltiere, wobei die Jagd im Gegensatz zu den Gemeinen Schimpansen von den Weibchen durchgeführt wird. Ducker (kleine Waldantilopen) galten bis vor kurzem als ihre Hauptbeute. 2008 wurde jedoch entdeckt, dass sie auch andere Primaten wie Schopfmangaben jagen.
Im Jahr 2020 wurde ein trüffelähnlicher Pilz beschrieben, der den Namen Hysterangium bonobo erhielt, da er von Bonobos verspeist wird.

### Werkzeuggebrauch

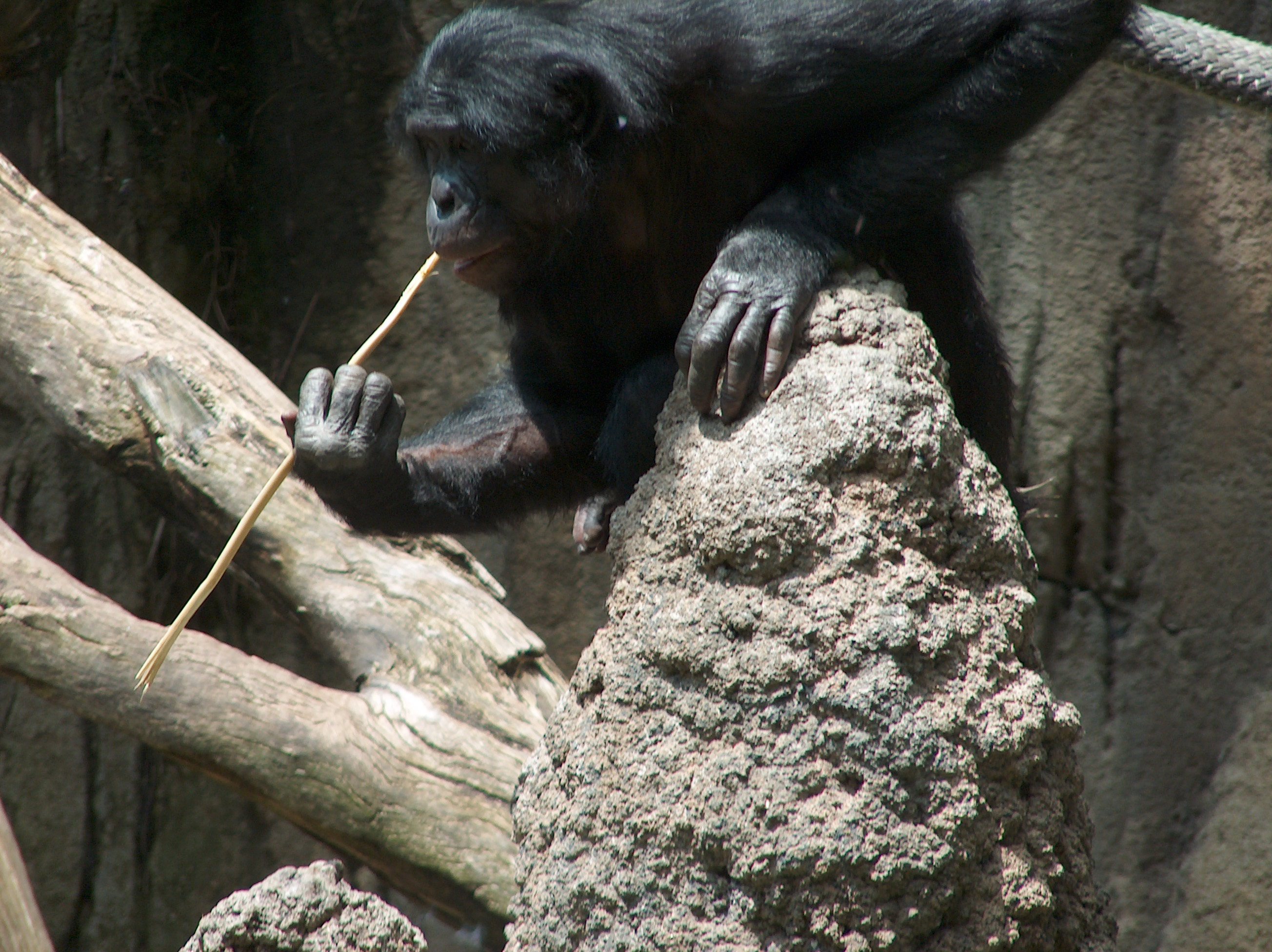
Bonobos in Gefangenschaft verwenden Werkzeuge

Werkzeuggebrauch bei freilebenden Bonobos scheint nur ausgesprochen selten vorzukommen, beispielsweise in Form der Verwendung von Blättern zum Schutz vor Regen. Bei Tieren in menschlicher Obhut kommt dieses Verhalten deutlich häufiger vor.

## Bonobos, Gemeine Schimpansen und Menschen
Angaben über die genetische Ähnlichkeit zwischen dem Menschen und den verschiedenen Arten der Menschenaffen beruhten zunächst auf Untersuchungsbefunden zu Übereinstimmungen von Aminosäuresequenzen bestimmter wichtiger Proteine. Diesen Untersuchungen nach wurden die Bonobos als die dem Menschen nächstverwandte rezente Art eingestuft. Aus der vorläufigen DNA-Sequenzierung des Gemeinen Schimpansen (Pan troglodytes) wurde 2005 abgeleitet, dass Mensch und Schimpanse sich bezogen auf Einzelnukleotid-Polymorphismen in ungefähr 1,23 Prozent der Basenpaare unterscheiden. Andererseits war schon früher festgestellt worden, dass sich die Gemeinen Schimpansen und die Bonobos genetisch nur geringfügig unterscheiden. Bonobos und Gemeine Schimpansen haben sich nach ihrer stammesgeschichtlichen Trennung vor 2,1 bis 1,66 Millionen Jahren im weiteren Verlauf ihrer Entwicklung mehrfach miteinander gekreuzt, wie Studien am Genom beider Spezies zeigen.

### Entdeckung und Namensgebung
Für die moderne Wissenschaft wurde der Bonobo erst 1929 anhand eines Schädels in einem belgischen Museum entdeckt, den man zuvor für den eines jungen Gemeinen Schimpansen gehalten hatte. Als Erstbeschreiber gilt der deutsche Zoologe Ernst Schwarz, wenngleich die ersten ausführlicheren Arbeiten erst 1933 von Harold Coolidge veröffentlicht wurden.
Nach einer weit verbreiteten Ansicht basiert der Name Bonobo auf einer falschen Wiedergabe des Namens der Stadt Bolobo am Unterlauf des Kongo-Flusses. Von dort stammten die ersten Exemplare, die nach Europa gebracht wurden. Da er nicht deutlich kleiner als der Gemeine Schimpanse ist, wird die Bezeichnung Zwergschimpanse nur noch selten verwendet. Das wissenschaftliche Artepitheton paniscus ist eine Diminutivform zum Gattungsnamen Pan, der auf den bocksfüßigen Hirtengott Pan zurückgeht.

### Forschung

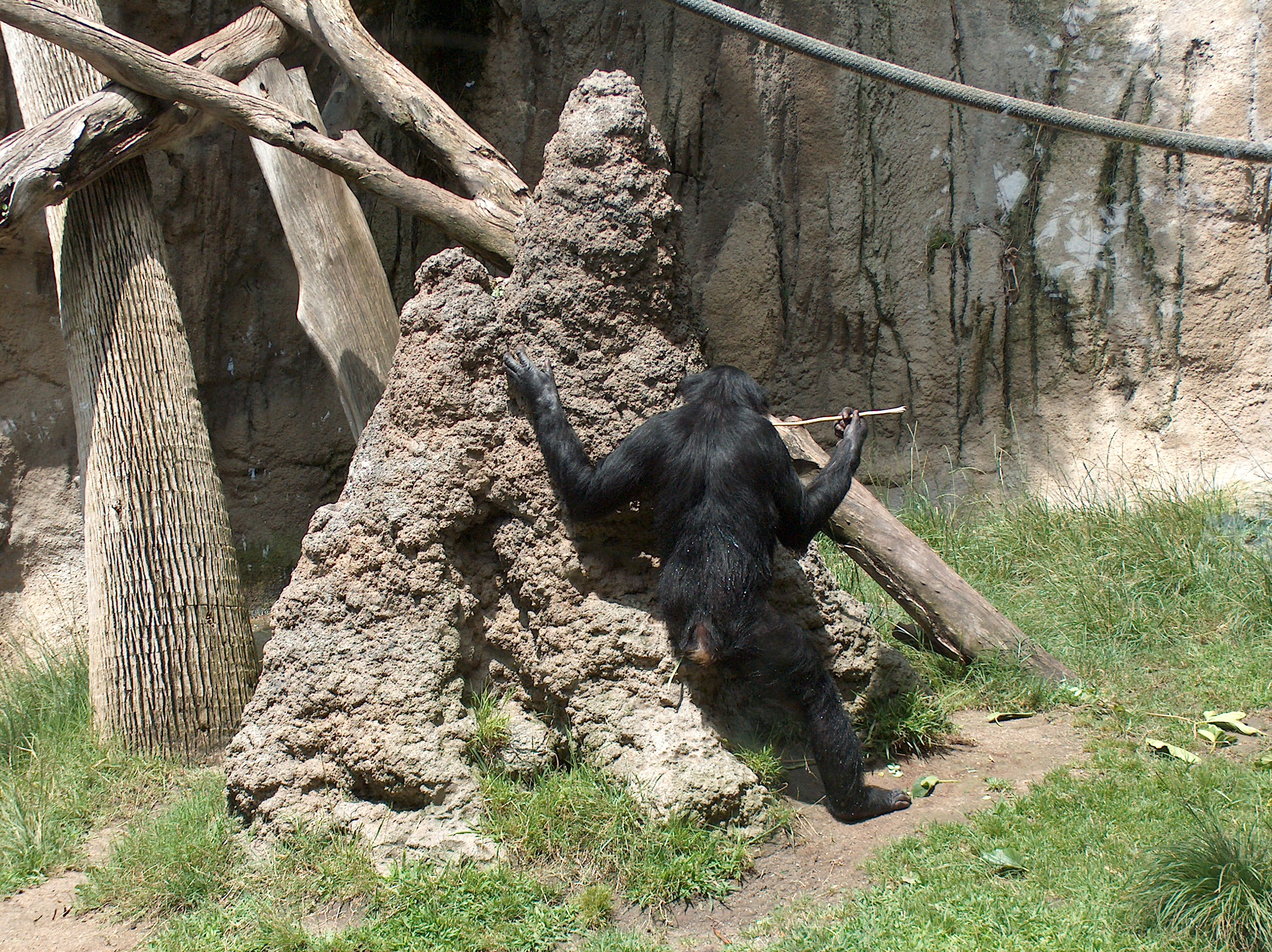
Bonobo „angelt“ mit einem Zweig nach Nahrung in einem künstlichen Termitenhügel

Die Forschung an Bonobos wird in zwei Richtungen durchgeführt. Zum einen werden seit den 1970er Jahren Freilandstudien in der Demokratischen Republik Kongo mit dem Ziel betrieben, die natürliche Lebensweise dieser Tiere zu erforschen. Der japanische Primatologe Takayoshi Kanō führt seit 1974 Feldstudien durch, seit 1990 auch das Ehepaar Gottfried Hohmann und Barbara Fruth im Salonga-Nationalpark.
Ein anderer Forschungsschwerpunkt liegt darin, die Kommunikationsfähigkeit, die Intelligenz und das Lernverhalten dieser Tiere zu erkunden. Die Primatologin Sue Savage-Rumbaugh hat drei Bonobos namens Panbanisha, Nyota und insbesondere Kanzi in sehr frühem Alter ein Vokabular (Yerkish) mit über 200 Begriffen auf einer speziellen Symboltastatur beigebracht, die beide „Gesprächspartner“ anwenden. Bonobos stellen zur Kommunikation die Symbole auch mit Kreide dar. Sie sind mit der Tastatur beispielsweise fähig, ihre Betreuer an das Versprechen zu erinnern, ihnen eine Banane mitzubringen. Kanzi war sogar in der Lage, eine besonders von ihm geliebte rote Tasse selbst als Begriff auf einer bis dahin ungenutzten Taste zu definieren, und wünschte sich danach nicht nur wie bisher „Orangensaft“, sondern „Orangensaft in roter Tasse“.

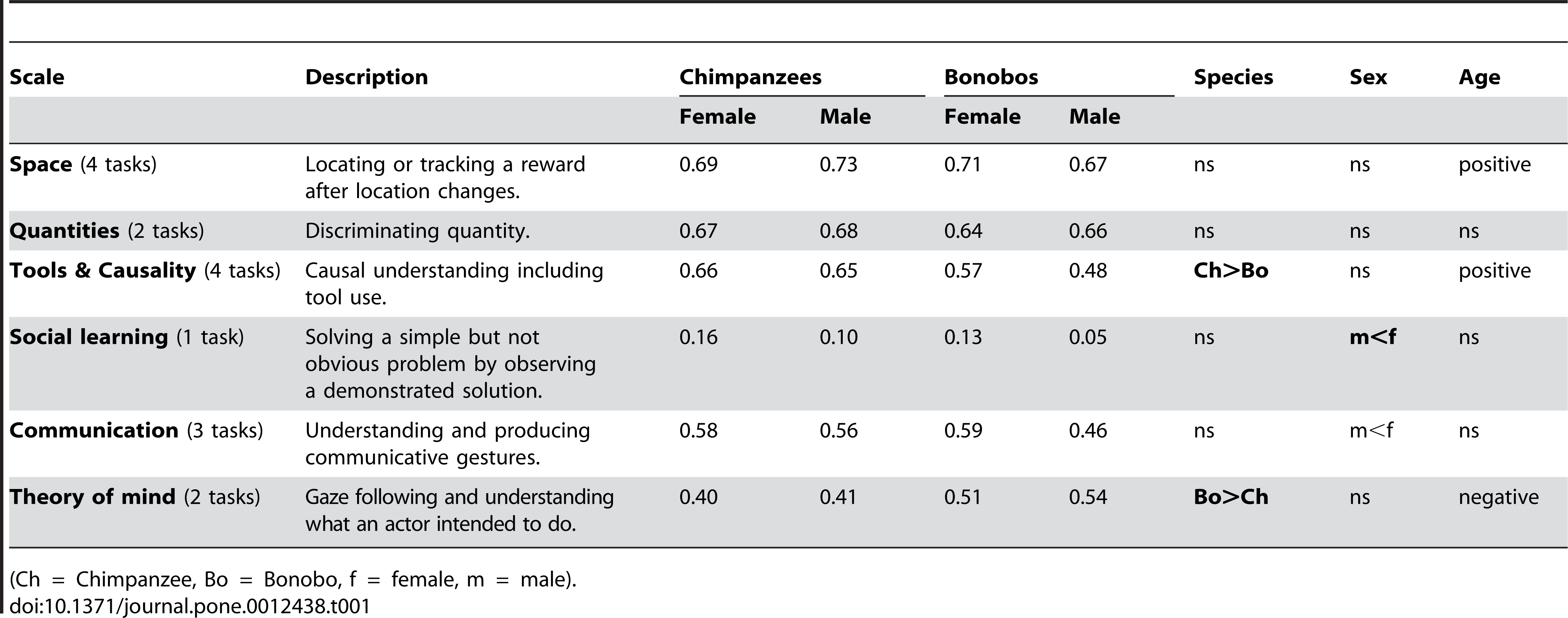
Ein Vergleich kognitiver Fähigkeiten bezüglich einer Reihe von Tests zwischen Schimpansen und Bonobos

Inwieweit sie gesprochene Wörter und Befehle verstehen und befolgen können, ist umstritten. Weil die Betreuer bei ihrer Betätigung der Tastatur jeden Begriff zugleich (englisch) ausgesprochen haben und auch sonst viel zu ihnen sprachen, haben die Bonobos nach einiger Zeit auch nur Gesprochenes verstanden. Deshalb behaupten die Betreuer an Forschungseinrichtungen, Bonobos verstünden sie auch ohne Benutzung der Tastatur; dagegen wenden Kritiker ein, dies könnte auch am Lautmuster oder an der Körpersprache liegen oder einfach Routinehandlungen darstellen. Dieser Kritik widerspricht folgende Szene: Beim Spaziergang sagt die Betreuerin (sinngemäß) zu Kanzi, weil er auf sie einen lustlosen Eindruck macht: „Bist Du traurig?“ Er antwortet mit der Taste „Panbanisha“. „Möchtest Du, dass Panbanisha hier ist?“. „Ja“. Sie wird geholt, und er blüht auf: Ein bezeichnender Einblick nicht nur in seine Kommunikationsfähigkeit, sondern auch in sein Gefühlsleben.
Die vorgenannten Betreuer vergleichen die von ihren Schützlingen erreichte Intelligenz mit der von zwei- bis dreijährigen Kindern. Trainierte Tiere schaffen es auch, einfache Steinwerkzeuge herzustellen und sinnvoll einzusetzen. Dieses Verhalten wird jedoch nicht von allen Tieren gezeigt. Bonobos, die weniger an den Kontakt mit Menschen oder an Tests gewöhnt sind, schaffen es nicht, einen Zusammenhang zwischen den Symbolen und den Gegenständen herzustellen, sie fertigen auch keine Steinwerkzeuge an und können auch keine schwierigeren Aufgaben lösen.
Zudem werden auch die Genome von Bonobos untersucht. Der erste Ganzgenom-Vergleich zwischen der positiven Selektion von Schimpansen und Bonobos zeigte seitens der Bonobos eine Selektion für Gene bezüglich Ernährung und Hormonen wie Oxytocin.

### Bedrohung und Schutz
Bonobos gelten als bedrohte Tierart, sowohl auf Grund des Verlustes ihres Lebensraumes als auch auf Grund der Bejagung durch den Menschen zum Verzehr (Buschfleisch). Die IUCN listet sie als stark gefährdet (endangered).
Schätzungen über die Gesamtpopulation sind kaum durchführbar. Als Beispiel für die Unsicherheit mag dienen, dass 1995 zwei Studien erschienen sind, von denen eine die Gesamtpopulation auf nur noch 5000 Tiere schätzte, während die andere berichtete, dass die Gesamtzahl größer als bisher angenommen sei und über 100.000 Tiere betragen könnte. Die Umweltstiftung WWF geht 2009 von höchstens 50.000 Tieren aus.
Zum Schutz der gefährdeten Menschenaffen hat die Regierung der Demokratischen Republik Kongo 2006 ein großes Regenwaldgebiet unter Naturschutz gestellt, das Lomako-Yokokala-Reservat in den Provinzen Mongala und Tshuapa. Auf Initiative von Claudine André wurde 2002 das Bonobo-„Waisenheim“ Lola ya Bonobo in der Nähe von Kinshasa errichtet.
Im Rahmen des Europäischen Erhaltungszuchtprogramms koordiniert der Zoo Planckendael die Erhaltungszucht von Bonobos in europäischen Zoos. Die Welterstzucht gelang 1993 im Frankfurter Zoo.

## Systematik

Kladogramm der Menschenaffen; Pongo steht dabei für Orang-Utans, Pan für Schimpansen.

Der Bonobo bildet mit dem Gemeinen Schimpansen (Pan troglodytes) die Gattung der Schimpansen (Pan). Schätzungen aus dem Jahr 2004 zufolge trennten sich die beiden Arten vor 1,8 bis 0,8 Millionen Jahren. Neuberechnungen anhand von 75 vollständigen Genomen ergaben ein früheres Zeitfenster vor 2,1 bis 1,66 Millionen Jahren. Lange gingen Wissenschaftler davon aus, dass es nach der Trennung der beiden Affenarten keine genetische Vermischung mehr gegeben habe. Dies galt als unter Primaten eher ungewöhnliche Tatsache und wurde damit erklärt, dass genau im Artentrennungszeitraum der Fluss Kongo in Afrika entstanden ist. Demzufolge finden sich bis heute die Bonobos in einem kleineren Areal südlich des Kongo, hingegen die Schimpansen im nördlich des Flusses gelegenen Äquatorialafrika. Neuere Forschungsergebnisse belegen allerdings eine gelegentliche genetische Vermischung beider Spezies.
Die Schimpansengattung (Pan) stellt innerhalb der Familie der Menschenaffen (Hominidae) ein Schwestertaxon der Hominini dar. Die Entwicklungslinien der beiden trennten sich vor 5 bis 6 Millionen Jahren.

## Dokumentationen
- Video: Das Sozialverhalten der Bonobos. Institut für den Wissenschaftlichen Film (IWF) 1997, zur Verfügung gestellt von der Technischen Informationsbibliothek (TIB), doi:10.3203/IWF/C-1985.
- Video: Das Sexualverhalten der Bonobos und seine Funktionen sozialen Spannungsabbaus. Institut für den Wissenschaftlichen Film (IWF) 1997, zur Verfügung gestellt von der Technischen Informationsbibliothek (TIB), doi:10.3203/IWF/C-1986.
- Das verborgene Leben der Bonobos.TV-Dokumentation von Markus Schmidbauer, BR / arte 2019; mitwirkend: Leveda Cheng – Max-Planck-Institut für evolutionäre Anthropologie in Leipzig; Martin Surbeck – Max-Planck-Gesellschaft-Leipzig.